# Coeteres del Delta de l'Ebre
Les Coeteres del delta de l'Ebre o Coeteres de les Terres de l'Ebre són una sèrie d'edificis construïts entre 1950 i 1973 al delta de l'Ebre que s'usaven per a emmagatzemar i disparar coets granífugs, un tipus de pirotècnia que es llança als núvols per impedir que hi hagi pedregada, protegint així el cultiu de l'arròs.

## Béns culturals d'interès nacional
El seu ús i configuració arquitectònica singular i característica va fer que la Generalitat de Catalunya n'aprovés la declaració com a Béns Culturals d'Interès Nacional (BCIN) en la categoria de zona d'interès etnològic el 16 de març de 2017 al Diari Oficial de la Generalitat de Catalunya. Les 12 coeteres del delta de l'Ebre protegides són: Pesigo (l'Ampolla), Piñol (Camarles), Ravanals (l'Aldea), Cámara i Paredols (Amposta), Tario i Lluco (la Ràpita), Buda, Navarro, Llúpia (Sant Jaume d'Enveja), Montañana i Bombita (Deltebre).

## Descripció
Les coeteres són construccions efectuades en el marc del programa de la lluita contra les pedregades que la Mutualidad Arrocera de Seguros va desenvolupar a partir de finals de la dècada de 1940 a diferents punts del delta de l'Ebre. Els coets granífugs i els seus suports de llançament s'havien d'emmagatzemar en llocs secs, difícils de trobar en un indret tan humit com el delta de l'Ebre, enmig dels arrossars, uns camps que durant una gran part del cicle de cultiu de la planta són inundats. L'edificació també havia de reunir condicions de seguretat suficients per al desenvolupament de la feina dels disparadors dels coets, els coeteros.

## Història
La primera notícia sobre la lluita contra les pedregades a la zona del delta de l'Ebre per a protegir les collites data de l'any 1906. Després de grans pèrdues a les collites de l'arròs per culpa de calamarsades durant la dècada dels 40, la FSAAE (Federación Sindical de Agricultores Arroceros de España), agrupació a la qual pertanyien forçosament els cultivadors d'arròs, va prendre la iniciativa. La FSAAE, va construir la seva pròpia asseguradora: la Mutualidad Arrocera de Seguros, que l'any 1949 va emprendre la lluita anti-calamarsa al Delta, lluita que es va dur a terme a base de coets granífugs. Aquesta lluita va durar fins al 1983, any en què els pagesos de l'arrossar tingueren l'obligació d'assegurar els cultius. Per prevenir futurs danys, a partir de la dècada de 1950 i fins a l'any 1973 es construirien 38 coeteres, 26 de les quals encara es preserven. Aquests edificis servien per preservar els coets i les llançadores secs, ja que durant la major part del cicle del cultiu els arrossars resten inundats, i també havien de ser prou segurs perquè els coeters no patissin accidents. En alguns casos, sobretot les més antigues, permetien realitzar els llançaments des d'una altura adequada.
En el període comprès entre 1950 i 1973 es van construir un total de 38 coeteres. A finals de la dècada del 2010 se'n conservaven 29, una de les quals (Caremon, a Amposta) es troba en estat ruïnós. L'interès de la declaració rau en el fet que les coeteres són construccions singulars, vinculades a un element emblemàtic de l'economia i del conjunt de l'imaginari de la comunitat deltaica: el cultiu de l'arròs. El delta de l'Ebre, a més, va ser pioner en la lluita granífuga a tot l'Estat. La Mutualidad Arrocera de Seguros no la va estendre a altres indrets fins a la segona meitat de la dècada de 1950.